# Runjava vrbolika
Runjava vrbolika (lat. Epilobium hirsutum), biljna vrsta iz roda vrbolika, višegodišnja je zeljasta biljka rasprostranjena po velikim dijelovima Euroazije i Afrike, poznata i u Hrvatskoj (Velebit, Biokovo). U Hrvatskoj je nazivaju i čupava vrbolika, dlakava vrbovica i runjavi nočurak.
Raste u skupinama, a voli vlažne livade. Česta je i uz potoke i rijeke. Naraste od 50 do 180 cm visine, stabljika je uspravna, razgranjena u gornjem dijelu i prekrivena dugim dlakama, otuda joj i ime. Listovi su joj nasuprotni i lancetasti, dugi od 2 do 1 cm. Cvjetovi su dvospolni, mirisni, ljubičastocrveni, po osam do dvadeset skupljeni u cvatove na vrhovima stabljike. Plod je dlakava kapsula, duguljasta i tanka, duga 5 do 10 cm, u kojoj se nalaze jajolike sjemenke.
Medonosna je biljka, od listova se kuha čaj.
- E. hirsutum
- E. hirsutum
- E. hirsutum
- E. hirsutum
- E. hirsutum